# Poncián
Svatý Poncián (latinsky Pontianus, † 237 na Sardinii) byl 18. papežem katolické církve. Jeho pontifikát se datuje do let 230–235.

## Život
Podle „Liber Pontificalis“ pocházel svatý Poncián z Říma a jeho otcem byl Calpurnius. O Ponciánově životě neexistují téměř žádné informace. Během jeho pontifikátu dospělo církevní schisma vyvolané Hippolytem pravděpodobně ke konci.
V září roku 235 byl Poncián spolu s dalšími církevními představiteli na příkaz císaře Maximina Thráka zatčen a odsouzen k nuceným pracím v dolech na Sardinii. Aby Řím nezůstal bez biskupa a katolická církev bez vůdce, Poncián 28. září 235 rezignoval na svou funkci, a umožnil tak volbu svého nástupce. Není známo, jak dlouho ještě žil, ale podle „Liber Pontificalis“ zemřel roku 237 na následky nelidských podmínek v sardinských dolech. Podle tradice byl spolu s Ponciánem na Sardinii vypovězen i vzdoropapež Hippolytus, je však možné, že došlo pouze k záměně jmen a jednalo se o jiného Hippolyta.
Ostatky papeže Ponciána byly papežem Fabiánem převezeny do Říma a pohřbeny v Kalixtových katakombách. Jeho náhrobní nápis „PONTIANOS, EPISK“ (Pontianus, biskup) byl objeven v kryptě chrámu Svaté Cecílie v Římě v roce 1909. Další slovo „MARTYR“ (mučedník) je zřetelně doplněno později.
Jeho památka bývala slavena 19. listopadu, toto datum však bylo později přesunuto na 13. srpen. Symbolicky sdílí tento den se sv. Hippolytem.